# شريط مدبب
الشريط المدبب أو الشريط الشائك أو العِشْن هو جهاز أو سلاح حادث ‏ يستخدم لإعاقة أو لإيقاف حركة المركبات ذات العجلات عن طريق ثقب إطاراتها.